# Avima octomaculata
Avima octomaculata is een hooiwagen uit de familie Agoristenidae.